# El Brujo
El Brujo é um dos mais antigos sítios arqueológicos do litoral norte do Peru . É formado principalmente pela Huaca Prieta , a Huaca Cao Viejo e a Huaca Cortada.
Está localizado no vale de Rio Chicama no distrito de Magdalena de Cao , na província de Ascope , na   Região de La Libertad cerca de 60 km ao norte da cidade de Trujillo . Foi aberta a visitação pública em 12 de maio de 2006. Neste complexo arqueológico foi encontrado a sepultura e o corpo  mumificado da governante Moche conhecida como Señora de Cao. 

## Centro cerimonial
Este complexo é um antigo centro cerimonial onde se você pode observar o legado de mais 5.000 anos de ocupação por seres humanos, desde os nômades caçadores-coletores, e em seguida ocupado pelos Cupisniques, pelos Moches, pelos Lambayeques, pelos Chimus, pelos Incas, atravessando a colonização espanhola, a independência, até os dias de hoje .
Sua construção é uma sucessão contínua de diferentes culturas foram assentadas no lugar por cinco mil anos atrás na época pré cerâmica  à extinção no momento da ocupação espanhola.

## Estudos
Huaca Prieta foi estudada pelo arqueólogo americano Junius Bird , entre 1946 e 1947. Sua descoberta foi um marco na história da arqueologia peruana. O corpo foi o primeiro a ser submetido à nova técnica de carbono-14 , para especificar a sua idade. Esta foi estimado em 2500 a.C., chocando a cronologia arqueológica peruana, porque eram os restos mais antigos do Período pré-cerâmico ou Arcaico, ou seja, imediatamente antes do início da Alta Cultura. Até então, as datações mais antigas não ultrapassou 1200 a.C. e foram associadas a Cultura Chavín.
A parte do Complexo pertencente ao Período Moche (Huaca Cao Viejo e Huaca Cortada) foi estudada desde a década de 1990 pelo Projeto Complexo Arqueológico El Brujo (PACEB) pelo arqueólogo Régulo Franco, sob os auspícios da Fundação Augusto N. Wiese , do Instituto de Liberdade Cultural e da Universidade Nacional de Trujillo .  Até então, Cao Viejo era apenas um monte abandonado, e logo foi ganhando valor, graças às descobertas arqueológicas que permitiram expandir ainda mais o conhecimento sobre a Cultura Moche.  

## Arquitectura
Os principais monumentos desta complexo arqueológico são:
- Huaca Prieta
- Huaca Cao Viejo
- Huaca Cortada

#### Huaca Prieta
Huaca Prieta é um monte pertencente ao Período pré-cerâmico , com datação aproximada de 2500 a.C. Seu nome vem da enorme massa de cinzas e resíduos decompostos que dão ao terreno uma cor muito escura. Se trata de resíduos culturais de agricultores sedentários, que construíram habitações semi-subterrâneas construídas de pedra e lama, praticavam uma arte têxtil rudimentar e uma pirogravura fosca, com desenhos zoomórficos e antropomórficos, mas ainda não tinham descoberto a cerâmica e o cultivo do milho.

#### Huaca Cao Viejo

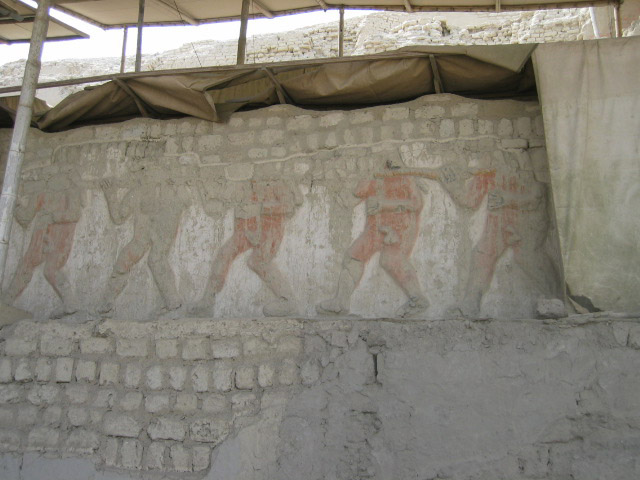
Relevo da Huaca Cao Viejo, chamado "el desfile de cautivos"

A Huaca Cao Viejo é uma pirâmide truncada construída de adobe. Ela pertence à Cultura Moche (entre os séculos VII  e III a.C.). É composto por sete edifícios reconstruídos sobrepostos, construídos em mais de cinco séculos, seguindo a característica cerimonial das culturas costeiras do Peru: a construção antiga é enterrada para que se possa levantar outra mais nova encima daquela. Ele chegou a atingir uma altura de 30 m. Sua base quadrada medindo aproximadamente 120 m de cada lado. Para ter acesso ao topo da pirâmide, havia uma longa rampa localizada num dos lados do edifício. Em frente do edifício encontra-se uma praça cerimonial murada, ao lado desta existia um anexo ou plataforma. 
Possivelmente era um lugar de sacrifício. Nas paredes de alguns setores da pirâmide você ainda pode ver murais coloridos em alto relevo, com iconografia típica Moche, especialmente as imagens de um grupo de prisioneiros amarrados com uma corda em volta do pescoço, que iam para o "decapitador". Também se destacam as representações da divindade Ai apaec e figuras de pessoas com as mãos unidas, chamada "Dançarinos". projetos similares também podem ser vistos na cerâmica Moche. 
Em uma das plataformas desta pirâmide foi descoberto o túmulo que abrigava os restos mumificados de uma mulher batizado como Señora de Cao, possivelmente era uma governante moche do Vale Chicama . Ela estava coberta com 18 colares de ouro, prata, lápis-lazúli, quartzo e turquesa, trinta ornamentos de nariz de ouro e prata tiaras e coroas de cobre dourado. No túmulo havia também cetros de madeira com revestimento de cobre, utilizados nas cerimônias como símbolos de poder e hegemonia, e várias placas de metal soltas cobrindo a mortalha de algodão natural. O corpo apresentava tatuagens de cobras e aranhas, ainda visíveis, o que representava a fertilidade da terra, mas também poderia indicar suas habilidades como advinha. 

#### Huaca Cortada

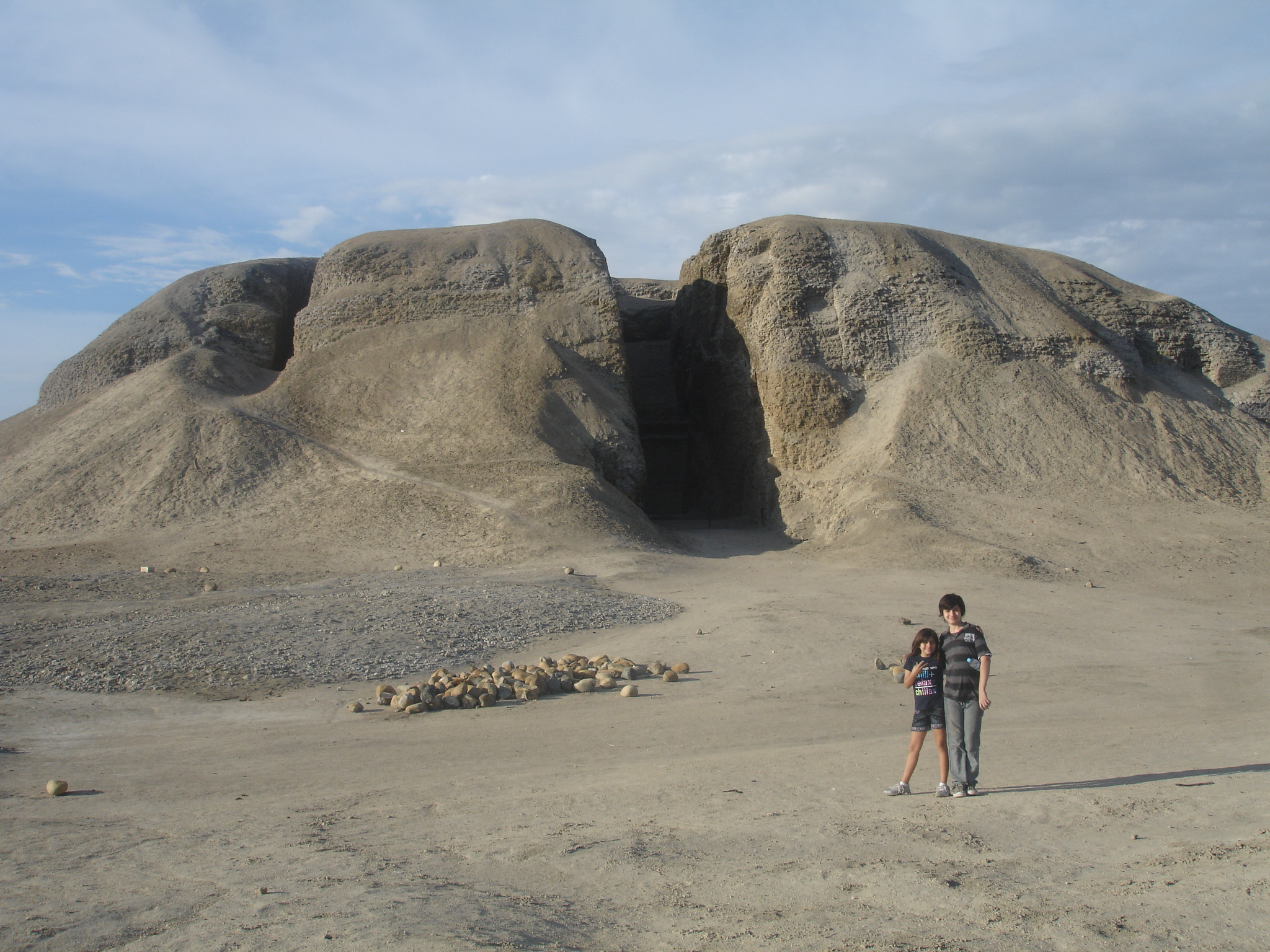
Huaca Cortada

Huaca Cortada, também conhecida como Huaca Partida ou Huaca El Brujo é contemporânea a Huaca Cao Viejo, embora menor em tamanho. Ela mede 103 m de comprimento por 98 m de largura e 22 m de altura, e ocupa uma área de aproximadamente 10.000 m². Esta localizada a aproximadamente de 500 m a noroeste da Huaca Cao Viejo, com o qual ela forma um conjunto óbvio, de acordo com o padrão seguido pela Cultura Moche em suas construções arquitetônicas. Deve-se seu nome ao enorme e profundo sulco existente no centro da fachada sul medindo 45 metros de comprimento por 5 metros de largura, que quase a divide em dois, feita possivelmente por saqueadores em busca de tesouros. 
Arqueólogos aproveitaram este grande sulco para estudar as fazes de construção do monumento. Eles também identificaram frisos decorativos nas paredes  com desenhos de peixes, onde foram utilizadas as cores amarelo, vermelho, branco, cinza e preto. A técnica artística é semelhante ao aplicado na Huaca Cao Viejo. 